# Auguste Hüssener
Auguste Hüssener (* 1789 oder 1799 in Stettin; † 13. Februar 1877 in Berlin) war eine deutsche Kupferstecherin und Miniaturmalerin.

## Leben
Auguste Hüssener war eine Tochter des Kaufmanns Christian Philipp Hüssener (* wohl 18. Oktober 1761 in Lübeck; † 14. November 1833 in Berlin) und der Juliane (Julie), geborene Stübert.
Ende der 1820er Jahre war sie eine Schülerin des Kupferstechers Ludwig Buchhorn, der seit 1814 Dozent an der Preußischen Akademie der Künste tätig und seit 1824 mit der Leitung der Akademischen Kupferstecherschule betraut war. Auf den jährlichen Ausstellungen der Berliner Akademie stellte Auguste Hüssener von 1828 bis 1860 regelmäßig aus. Sie wurde für ihre Porträts von Prominenten aus Hochadel, Kunstkreisen, Diplomatie und Wissenschaft bekannt. Einen besonderen Schwerpunkt bildeten die Porträts zeitgenössischer Frauen, wie die „schwedische Nachtigall“ Jenny Lind, die Sängerin Sophie Schloß, Louise Köster oder die Tänzerin Lola Montez. Einige ihrer Arbeiten entstanden nach den Vorlagen von Originalbildern.
Insgesamt hat Auguste Hüssener über 200 Porträts gezeichnet bzw. gestochen.
Im Jahr 1871 erhielt sie von der Dresdner Tiedge-Stiftung 150 Thaler.
Die Bildhauerin Elise Hüssener (Juliane Elise Hüssener; * 1801/02 oder 1809 in Stettin; † 23. Juni 1881 in Berlin) und die Malerin Julie Hüssener (Luise Julie Hüssener; * 21. Januar 1813 in Pölitz bei Stettin; † 23. Juli 1878 in Berlin) waren ihre Schwestern und arbeiteten auch in Berlin. Julie Hüssener war seit dem 20. August 1840 verheiratet mit dem Maler und Hensel-Schüler Eduard Ratti (Eduard Ludwig Johann Ratti; * 1816 in Berlin; † nach 1888 in Venedig), dessen Bilder Auguste Hüssener häufig als Vorlage dienten.

## Werke (Auswahl)

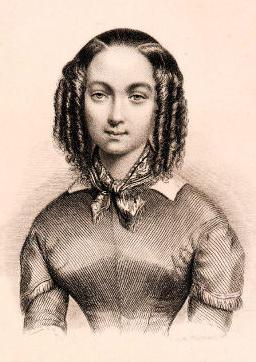
Rose Chéri (1824–1861)
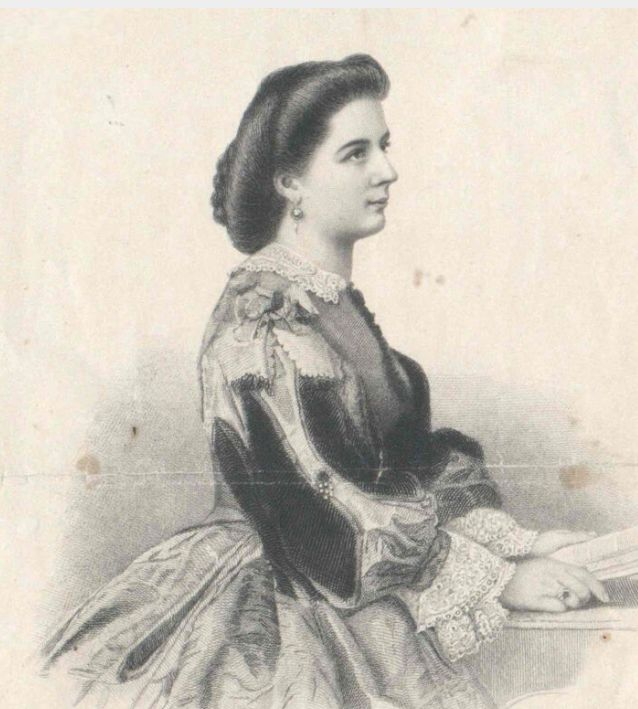
Marie Kierschner (1834–1898)
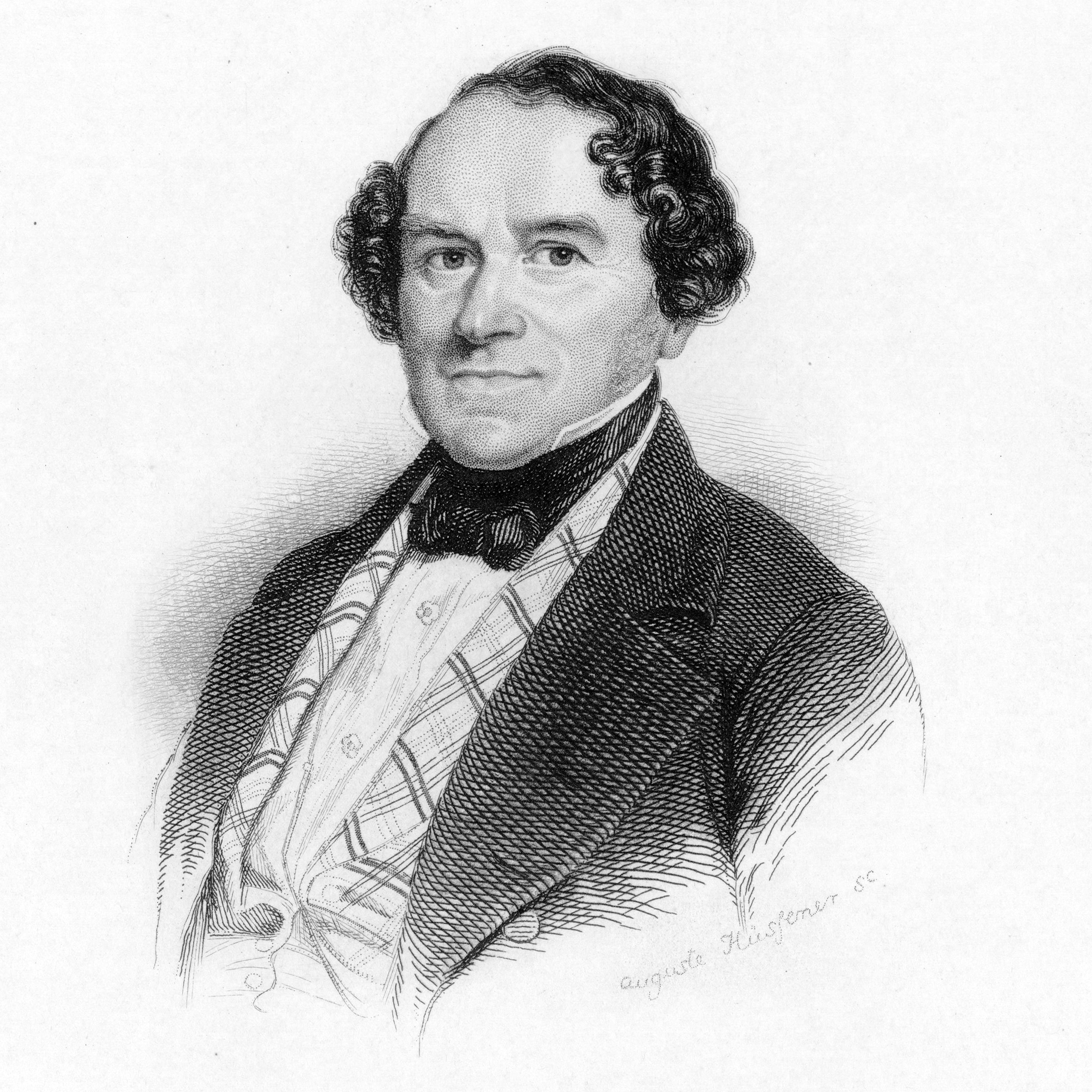
Conradin Kreutzer (1780–1849)
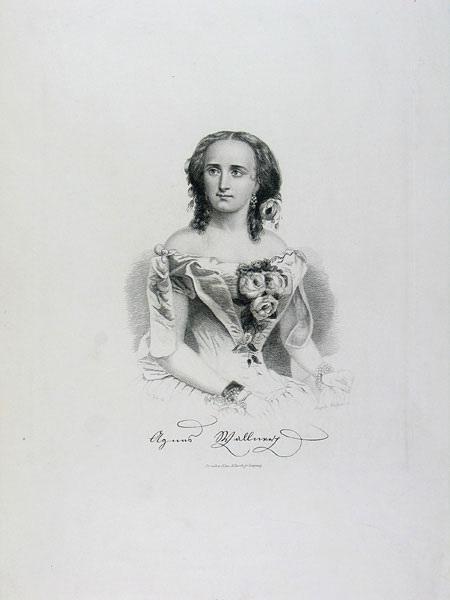
Agnes Wallner (1824–1901)
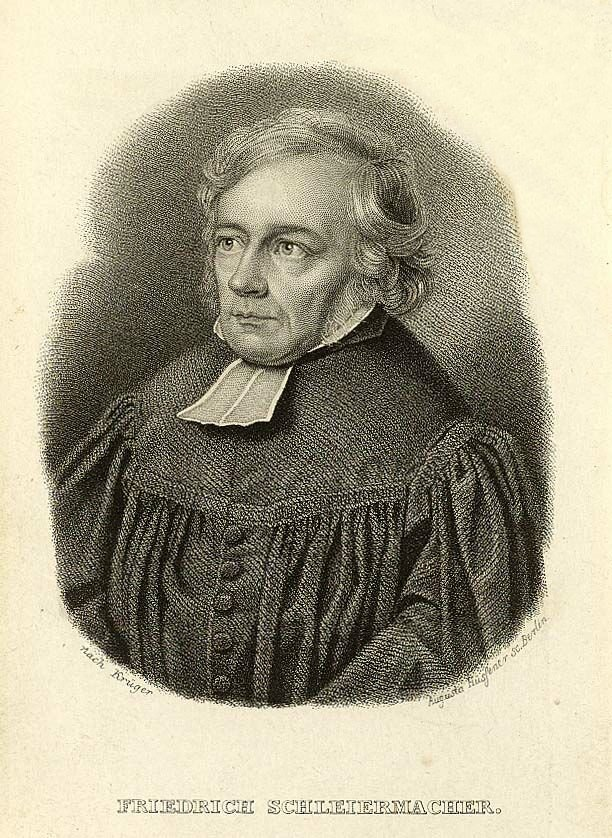
Friedrich Schleiermacher (1768–1834)